# Guillaume Philibert Duhesme
Guillaume Philibert, 1.º Conde Duhesme, (fr) nascido em 7 de julho de 1766 em Mercurey (anteriormente Bourgneuf), Borgonha, morto em 20 de junho de 1815 perto de Waterloo, foi um general, político e escritor francês durante as Revolução Francesa e Guerras Napoleônicas. Foi comandante da Guarda Imperial, Governador da Catalunha e Par de França. Napoleão escreveu que "ele era um soldado destemido, coberto de feridas e da maior bravura, um general consumado, que sempre se manteve firme na boa e má sorte". Duhesme é amplamente considerado um dos maiores generais de infantaria das Guerras Napoleônicas.

## Revolução
Duhesme nasceu em uma família da alta burguesia em Bourgneuf, Saône-et-Loire. Estudou direito em Dijon e foi nomeado comandante da guarda nacional de seu cantão no início da Revolução Francesa. Em 1792 foi nomeado coronel de um corpo franco por Charles-François Dumouriez, que ele formou com seus próprios recursos. Como comandante em Roermond, ocupou o posto de Herstal, uma passagem importante para os Países Baixos, e queimou a ponte de Leau após a derrota em Neerwinden em 18 de março de 1793. Então atravessou o Escalda e na Batalha de Villeneuve reagrupou a infantaria em fuga. Os granadeiros franceses ficaram desanimados e abandonaram suas fileiras. Duhesme, ferido por dois tiros, ajoelhou-se para se apoiar, apresentou a ponta de seu sabre aos fugitivos e conseguiu restabelecer a ordem e obter alguma vantagem sobre o inimigo, pela qual ação foi nomeado general de brigada.
Também contribuiu grandemente para a vitória na Fleurus em 26 de julho de 1794 e sitiou Maastricht sob Kléber, e foi promovido a general de divisão. Lutou na Vendeia em 1795, e posteriormente no Reno, onde forçou a passagem sobre o rio em 20 de abril de 1797 abaixo de Kehl. Em 1798 recebeu um comando na Itália sob Championnet, participou do cerco de Nápoles e assumiu o controle da Calábria e Apúlia. Foi condecorado, por decreto de 8 de abril de 1800, com uma armadura completa de honra por sua conduta durante a captura de Nápoles. Então capturou Suze, derrotou o inimigo em Bussolino, perseguiu-os até San-Ambrosio e fez 400 prisioneiros, em 29 de outubro de 1799. Em seguida, encontrou o inimigo entrincheirado em Pignerol, desbaratou-os e capturou Saluces em 1º de novembro de 1800.
Em 1800, Duhesme liderou um corpo no Exército de Reserva de Napoleão na campanha de Marengo. Inicialmente, este comando incluía as divisões de Louis Boudet e Louis Henri Loison. Após uma campanha brilhante que incluiu a captura de Milão e outras cidades, seu corpo foi composto pelas divisões de Loison, Lorge e Lapoype. Quando Napoleão lutou contra o exército austríaco de Melas em Marengo, o corpo de Duhesme defendeu o Vale do Pó.
Foi nomeado comandante da 19.ª divisão militar em 19 de setembro de 1801. Tornou-se Presidente do colégio eleitoral de Saône-et-Loire em 7 de novembro de 1803 e um decreto de Napoleão o fez Cavaleiro da Legião de Honra.

## Império

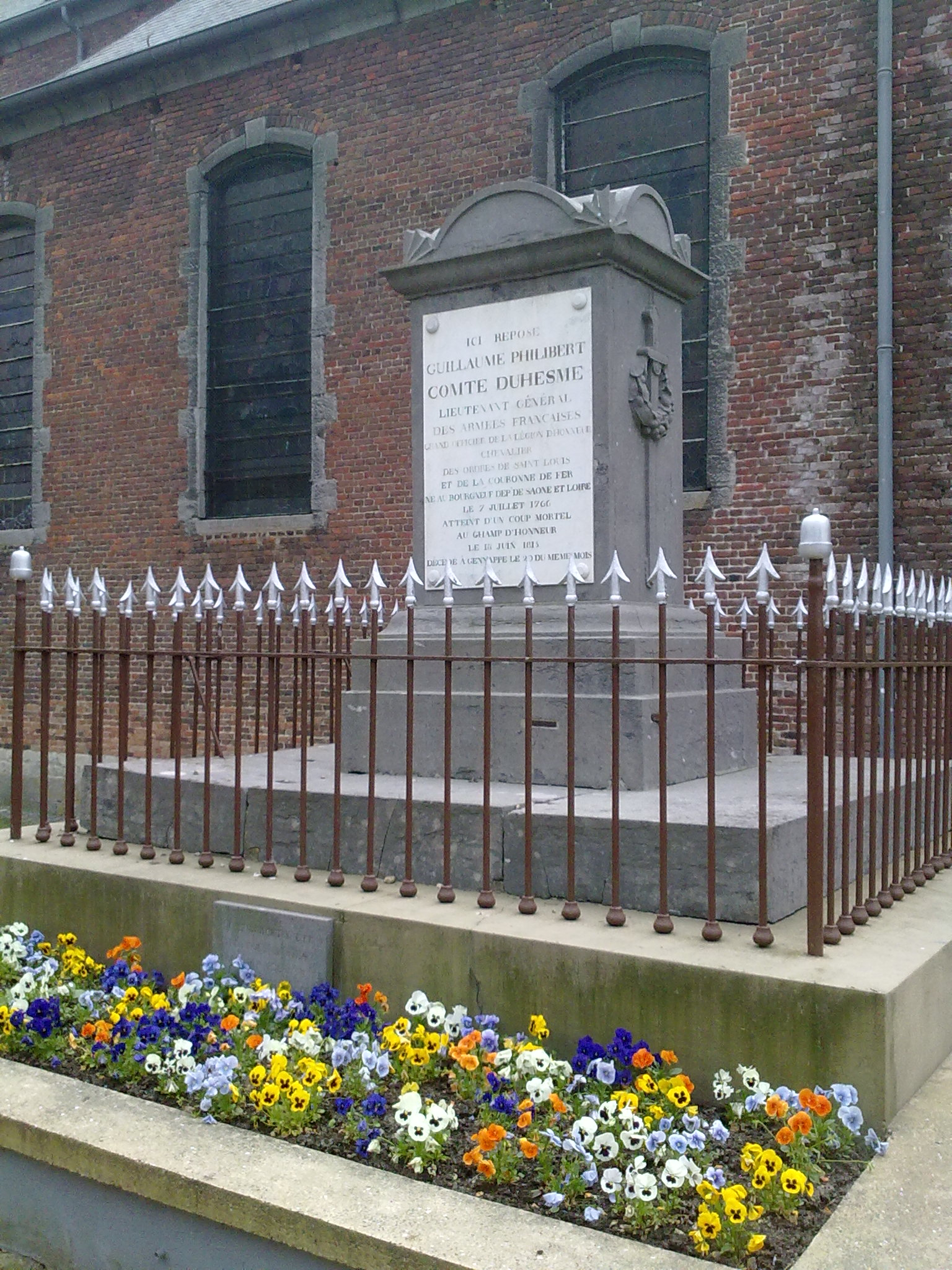
Túmulo de Duhesme em Ways (Genappe, Bélgica)

Em 1805, comandou a 4.ª divisão sob André Masséna durante a Batalha de Caldiero. Em 1806, Duhesme fez parte do exército responsável pela conquista do Reino de Nápoles. Na época, publicou um ensaio altamente considerado intitulado Précis historique de l'infanterie légère, (reimpresso em 1814) seguindo o qual foi eleito membro associado honorário da Academia de Lyon em 23 de dezembro de 1806.
Em 1808, Duhesme liderou um corpo na mal-sucedida tomada da Espanha por Napoleão. Distinguiu-se na captura de Barcelona e foi nomeado Governador da Catalunha. Depois que persuadiu o governador espanhol a admitir um comcomboio de franceses doentes, seus granadeiros totalmente armados saltaram de suas macas e capturaram o castelo. Mais tarde, defendeu com sucesso a cidade contra um bloqueio espanhol. Em 1810, após acusações do Marechal Augereau de permitir saques e outras transgressões, foi chamado de volta em desgraça. O general veio a Paris para se justificar, mas foi ordenado a deixar a capital imediatamente. Obedeceu e foi para Rouen. Depois que longas investigações mostraram que as acusações eram infundadas, Duhesme recebeu o comando superior da fortaleza de Kehl em 1813.
Em 1814 comandou uma divisão sob o Marechal Claude Victor-Perrin, duque de Belluno em La Rothière, Montereau e Arcis-sur-Aube e foi nomeado Conde do Império e Grande Oficial da Legião de Honra por Napoleão. Após a primeira abdicação de Napoleão I em 1814, foi nomeado Inspetor Geral da Infantaria sob a Restauração Bourbônica e Cavaleiro de São Luís por Luís XVIII.

### Cem Dias
Em 1815, juntou-se a Napoleão após seu retorno de Elba e foi nomeado Par de França e comandante da Divisão da Guarda Jovem da Guarda Imperial. Lutou heroicamente à frente desta tropa de elite em Ligny e em 18 de junho de 1815, na Batalha de Waterloo. Durante o quinto assalto a Plancenoit pelos prussianos, a Guarda foi cercada em suas posições e eliminada, sem que nenhum dos lados pedisse ou oferecesse quartel. A Guarda Jovem sofreu 96% de baixas e Duhesme foi gravemente ferido na cabeça. Insistiu em manter o comando, e um ajudante-de-campo o ajudou a permanecer na sela, mas estava gravemente ferido demais e foi feito prisioneiro pelos prussianos. Foi transportado para a Auberge du Roy d'Espagne em Genappe, onde morreu 2 dias depois com o Marechal de Campo Blücher ao seu lado. Foi o último general francês a morrer nas Guerras Napoleônicas.

### Relato de sua morte
Um incidente é registrado em relatos contemporâneos como indicativo da atitude dos brunswickenses durante a Batalha de Waterloo. O General Duhesme, que então comandava a retaguarda francesa, estava parado junto ao portão de uma pousada em Genappe quando um Brunswicker Negro Húsar, vendo que ele era um oficial general, cavalgou até ele. Duhesme pediu quartel, o húsar recusou e o derrubou com seu sabre comentando que "Você matou o Duque de Brunswick anteontem e tu também morderás o pó". Este relato da morte de Duhesme também foi propagado nas histórias baseadas nos relatos de Napoleão, Victor Hugo, Pierre Larousse e Arthur Gore do caso, mas foi refutado por um parente de Duhesme e seu ajudante-de-campo do dia, que disse que ele foi mortalmente ferido em Waterloo e capturado em Genappe onde foi cuidado por cirurgiões prussianos até morrer durante a noite de 19/20 de junho.

## Família
Casou-se com Marie Magdeleine Burger (1776-1857) em 17 de novembro de 1797. Tiveram três filhos:
- Charles Guillaume Eugène (1799-1842), 2.º Conde Duhesme, Par de França, ajudante-de-campo do Rei Luís Filipe I, Cavaleiro da Legião de Honra, morto pela França na Argélia. Pai do general Guillaume Jean Marie Gaston, 3.º Conde Duhesme.
- Anne Madeleine Isaure (1804-1869), casada com o Marquês de Sarrieu
- Xavier Hippolyte Léon (1810-1870), general de divisão, Grande Oficial da Legião de Honra, morto pela França na Guerra Franco-Prussiana

## Obras e legado
- Seu nome está gravado no Arco do Triunfo, 8.ª coluna, lado norte.
- Duhesme escreveu um tratado notável, Essai historique de l'infanterie légère (Ensaio Histórico sobre a Infantaria Ligeira) (Lyon 1806; 3.ª ed., Par. 1864)
- O romance Os Miseráveis de Victor Hugo descreve a morte de Duhesme: "O general da Guarda Jovem, Duhesme, apanhado na porta de uma pousada em Genappe, entregou sua espada a um húsar da Morte, que pegou a espada e matou o prisioneiro. A vitória foi completada pelo assassinato dos vencidos."[5]
- Napoleão escreveria mais tarde em suas Mémoires que "Ele era um soldado destemido, coberto de feridas e da maior bravura, um general consumado, que sempre se manteve firme na boa e má sorte."
- Muitas ruas, monumentos e lagos na França, Bélgica e Canadá foram nomeados em sua homenagem.